# Mühlenfeld (Gruiten)
Die Ortslage Mühlenfeld war eine Hofschaft im Stadtgebiet von Haan und gehörte zu den ehemaligen Gemeinden Obgruiten bzw. Gruiten. Heute ist der Ort eine Wüstung.

## Lage
Der Wohnplatz lag im Osten des Haaner Stadtgebiets in der Nähe der Gemeindegrenze zu Wuppertal an dem heutigen Hahnenfurther Weg und westlich der Grube 10, in der Kalkstein abgebaut wurde.
Benachbarte Ortslagen waren (in der Gemeinde Wuppertal) Osterholz, Alt-Derken, Schrotzberg und, wüst gefallen, Steeg; des Weiteren (in Haan) Birschels und mittlerweile auch wüst gefallen Klevenhof, Isenberg und Vogelsang.

## Geschichte
Auf der topographischen Aufnahme der Rheinlande von 1824 ist der Wohnplatz unter dem Namen „Muhlerfeld“ verzeichnet. Auf der topographischen Karte (TK25) von 1892/94 ist er in der Schreibweise „Mühlenfeld“ verzeichnet. Die Ortslage war dann bis 1974 verzeichnet, auf der Karte von 1983 ist Mühlenfeld nicht mehr verzeichnet und der Wohnplatz wurde geschleift.
Der Ort ist heute in die ihn umgebenden Ackerflächen mit einbezogen.